# Race Imboden
Race Imboden (n. 17 aprilie 1993, Tampa, Florida) este un scrimer american specializat pe floretă și un manechin.

## Carieră
Race Imboden și-a primit numele după cel al personajului Race Bannon, din desenele animate Jonny Quest.
A început să practice scrima la sfatul unui străin, care l-a văzut jucând în parc cu sabie de jucărie.
Este dublu campion panamerican la individual și dublu campion panamerican pe echipe în 2011 și în 2012. A participat la Jocurile Olimpice din 2012, unde a fost eliminat în tabloul de 16 de italianul Andrea Baldini. Cu echipe s-a clasat pe locul 4. A cucerit medalia de argint pe echipe la Campionatul Mondial din 2013 de la Budapesta.
A devenit un manechin pentru Re:Quest după ce a fost descoperit de un scout la Jocurile Olimpice. Acum lucrează pentru Wilhelmina Models.

## Palmares
Clasamentul la Cupa Mondială
| An  | 2009 | 2010 | 2011 | 2012 | 2013 | 2014 | 2015 |
| --- | ---- | ---- | ---- | ---- | ---- | ---- | ---- |
| Loc | 225  | 271  | 11   | 9    | 10   | 10   | 1    |